# Jeremiah Castille
Jeremiah Castille (Columbus, 15 gennaio 1961) è un ex giocatore di football americano statunitense che ha militato nel ruolo di cornerback nella National Football League (NFL).

## Carriera
Al college Castille fu giocò a football ad Alabama. Fu scelto nel corso del terzo giro (72º assoluto) del Draft NFL 1983 dai Tampa Bay Buccaneers. Vi giocò fino al 1986, dopo di che passò le ultime due stagioni della carriera con i Denver Broncos. La sua miglior stagione da professionista fu quella del 1985, in cui fece registrare 7 intercetti.
Mentre militava nei Broncos, durante la finale della AFC del 1987 contro i Cleveland Browns, Castille strappò il pallone dalle mani del running back avversario Earnest Byner, recuperando egli stesso il pallone, in una giocata divenuta nota semplicemente come "The Fumble". Fece registrare anche un intercetto nel Super Bowl XXII, ma esso viene ricordato in maniera minore poiché la sua squadra fu sconfitta per 42–10.

## Palmarès
- American Football Conference Championship: 1

Denver Broncos: 1987

## Vita privata
Due dei figli di Castille, Tim e Simeon, hanno giocato anch'essi nella NFL dopo avere giocato al college ad Alabama.